# Podgrodzie (Olsztyn)
Podgrodzie – osiedle (jednostka pomocnicza gminy), będące częścią oficjalnego podziału administracyjnego Olsztyna, zabudowane głównie przez wielkopłytowce budowane w późnych latach 70. i wczesnych 80., w dwóch miejscach zabudowa wieżowcami (po około 5–6 sztuk).
Osiedlu Podgrodzie administracyjnie podlega Osiedle Mleczna.

## Granice osiedla
- od północy: granica przebiega południowym brzegiem rzeki Łyny i graniczy z południową stroną osiedla Śródmieście.
- od wschodu: granica przebiega zachodnim brzegiem rzeki Łyny do al. Obrońców Tobruku i graniczy z zachodnią stroną osiedla Kościuszki i dalej od al. Obrońców Tobruku wschodnim brzegiem rzeki Łyny biegnie do ul. J. Tuwima i graniczy z zachodnią stroną osiedla Brzeziny.
- od południa: granica przebiega od rzeki Łyny w kierunku zachodnim południowym skrajem ul. Tuwima do al. Warszawskiej. Tu załamuje się w kierunku północnym i zachodnim skrajem al. Warszawskiej dąży do rzeki Łyny do punktu wyjścia i graniczy z południowym skrajem osiedli Kortowo i Grunwaldzkie.

## Ważniejsze obiekty
- Szpital Miejski Zespolony
- Dom Kultury Alternatywa
- Szkoła Podstawowa nr 10 im. Władysława Broniewskiego
- Szkoła Podstawowa nr 29 im. Jana Liszewskiego
- Wojewódzka Jednostka Ratowniczo-Gaśnicza nr 1 Państwowej Straży Pożarnej z zabytkową remizą z początku XX wieku
- Szkoła Policealna Nr 7
- Szkoła Policealna im. prof. Zbigniewa Religi
- Przedszkole ART SCHOOL
- Zarząd Dróg Zieleni i Transportu w Olsztynie
- Muzeum Nowoczesności
- Warmia Towers

## Komunikacja
- Komunikacja miejska

Na terenie osiedla znajdują się obecnie dwie pętle autobusowe (Knosały i ks. Borkowskiego).
Przez teren osiedla przebiegają trasy 13 linii dziennych oraz dwóch nocnych: 101, 103, 105, 107, 109, 111, 113, 116, 127, 128, 129, 136, 119 oraz N01 i N02.